# Доње Кусоње
Доње Кусоње су насељено мјесто у општини Воћин, у сјеверној Славонији, у Вировитичко-подравској жупанији, Република Хрватска.

## Географија
Доње Кусоње се налазе око 17 км сјеверно од Воћина.

## Историја
До територијалне реорганизације у Хрватској насеље се налазило у саставу бивше општине Подравска Слатина.

## Становништво
Доње Кусоње су према попису из 2011. године имале 5 становника.
| Националност       | 1991. | 1981. | 1971. | 1961. |
| Срби               | 89    | 103   | 68    | 108   |
| Хрвати             | 8     | 19    | 47    | 54    |
| Југословени        |       | 5     | 4     |       |
| остали и непознато |       | 3     | 4     | 6     |
| Укупно             | 97    | 130   | 123   | 168   |

| Демографија | Демографија | Демографија |
| Година      | Становника  | Становника  |
| ----------- | ----------- | ----------- |
| 1961.       | 168         |             |
| 1971.       | 123         |             |
| 1981.       | 130         |             |
| 1991.       | 97          |             |
| 2001.       | 4           |             |
| 2011.       |             | 5           |